# سفارتخانه دانمارک
بنای سفارتخانه دانمارک مربوط به دوره قاجار است و در تهران، خیابان لاله زار، بین کوچه معماری مخصوص و خیابان تقوی واقع شده و این اثر در تاریخ ۱۲ بهمن ۱۳۸۱ با شمارهٔ ثبت ۷۴۴۱ به‌عنوان یکی از آثار ملی ایران به ثبت رسیده‌است